# Spodoptera fulvosa
Spodoptera fulvosa är en fjärilsart som beskrevs av Riley 1871. Spodoptera fulvosa ingår i släktet Spodoptera och familjen nattflyn. Inga underarter finns listade i Catalogue of Life.